# Černobyl (seriál, 2019)
Černobyl (v anglickém originále Chernobyl) je dramatický televizní seriál z roku 2019. Vznikl v koprodukci americké HBO a britské Sky, premiérově byl uveden 6. května 2019. Jedná se o pětidílnou minisérii, která pojednává o havárii černobylské jaderné elektrárny v noci z 25. na 26. dubna 1986 u ukrajinského města Pripjať.
Scenáristou a tvůrcem seriálu je Craig Mazin, který dosud psal spíše středně úspěšné hollywoodské filmové komedie. Režie se ujal Johan Renck, režisér seriálů Vikingové či Živí mrtví. Sovětského místopředsedu vlády Borise Ščerbinu, jenž vedl vládní komisi zjišťující okolnosti havárie, ztvárnil švédský herec Stellan Skarsgård. Roli fiktivní běloruské jaderné fyzičky Uljany Chomjukové hrála britská herečka Emily Watsonová. Fyzika Valerije Legasova, který byl pověřenen vedením vyšetřování a dva roky nato spáchal sebevraždu, představoval Brit Jared Harris. Hudbu složila islandská experimentální hudebnice Hildur Guðnadóttir ve spolupráci se zesnulým Jóhannem Jóhannssonem.

## Děj
Seriál začíná scénou z 26. dubna 1988 s jaderným fyzikem Valerijem Legasovem nahrávajícím svoji zpověď o havárii. Tu pak odnáší do tajné skrýše, kam ji ukládá nepozorován, ač ho sledují agenti. Následně si doma bere život oběšením. Seriál se poté vrací na začátek do 26. dubna 1986 v 1.23:45 hodin do černobylské elektrárny, aby vysvětlil, co k tomu Legasova dovedlo. V ten moment dochází k explozi reaktoru číslo 4. Vedoucí operátorů Anatolij Ďatlov si odmítá explozi reaktoru připustit a stále mluví jen o vybuchlé chladicí nádrži. Seriál zachycuje i skutečný příběh mladého řadového hasiče Vasilije Ignatěnka a jeho manželky Ljudmily jako svědectví, jak vnímali událost obyčejní lidé. Evakuace města Pripjať začíná až 36 hodin po výbuchu.
V druhém díle se do popředí příběhu dostává místopředseda sovětské rady ministrů za energetiku Boris Ščerbina a také běloruská jaderná fyzička Uljana Chomjuková. (Její postava je ovšem výjimečně smyšlená a spíše zastupuje souhrnně všechny sovětské vědce, kteří se snažili, aby vyšla pravda najevo.) Ve třetím díle Chomjuková vyslýchá umírající operátory v moskevské nemocnici, aby zjistila, co se stalo. V druhém díle pak přichází scéna, kdy se přihlásí operátoři Alexej Anaňenko, Valerij Bespalov a Boris Baranov, aby vstoupili pod reaktor přečerpat vodu a zachránili tím elektrárnu před další, ještě katastrofičtější explozí, i když to pro ně má znamenat jistou smrt. (Ve skutečnosti všichni tři potápěči svůj hrdinský čin přežili a dva z nich byli ještě v době uvedení seriálu naživu, pouze Baranov zemřel v roce 2015 na zástavu srdce.)
V třetím díle je vykresleno značné utrpení při umírání ozářených v moskevské nemocnici a věrně je zachycen průběh působení nemoci na tělo. Na konci dílu jsou radioaktivní těla mrtvých složitě pohřbena. V díle se objevují horníci z Tuly, kteří byli naverbováni, aby vykopali pod elektrárnou tunel. Ten měl sloužit k instalaci výměníku tepla na bázi tekutého dusíku, aby se předešlo protavení reaktoru přes beton do spodních vod. Horníci se za teplot okolo 50 stupňů svlékali donaha. Čtvrtina pracovníků pak v reálném životě zemřela na rakovinu.
Ve čtvrtém díle je ze začátku zobrazeno vystěhovávání lidí z vesnic poblíž Černobylu. Dalším hlavním postupem je založení táborů s pracovníky, kteří budou pracovat na dekontaminaci 30km oblasti. Chomjuková se stále snaží nalézt odpověď na otázku, jak reaktor explodoval. Na střechu elektrárny jsou vysazeny roboty na dálkové ovládání, aby shodily nejradioaktivnější trosky zpět do reaktoru a mohl se tak v budoucnu vytvořit ochranný sarkofág. Pracovníci z tábora pročišťují oblast od radioaktivních zvířat, zóna se měří pomocí dozimetrů. Vrchní část zeminy se bagruje pod tu spodní. Roboty na elektrárně vlivem radiace přestávají fungovat, a tak jsou nasazeni tzv. bioroboti – lidé, kteří jsou na rozdíl od robotů schopni krátkodobě fungovat v ultravysokých dávkách radiace na nejvíce zasažené ze střech. Shazují lopatami grafit zpět do reaktoru, nasazováni jsou přitom noví pracovníci každých 90 sekund. Legasov je pozván do Vídně, aby vysvětil, k čemu vlastně v Černobylu došlo. Neví, zdali sdělit jen část problému a zakrýt pravdu, a nebo i pod hrozbou KGB říci celou pravdu.

## Obsazení
| Jared Harris        | Valerij Legasov                   |
| Stellan Skarsgård   | Boris Ščerbina                    |
| Emily Watsonová     | Uljana Chomjuková                 |
| Paul Ritter         | Anatolij Ďatlov                   |
| Jessie Buckley      | Ljudmila Ignatěnko                |
| Adam Nagaitis       | Vasilij Ignatěnko                 |
| Adam Lundgren       | Vjačeslav Bražnik                 |
| Karl Davies         | Viktor Proskurjakov               |
| Jay Simpson         | Valerij Perevozčenko              |
| David Dencik        | Michail Gorbačov                  |
| Billy Postlethwaite | Boris Stoljarčuk                  |
| Adrian Rawlins      | Nikolaj Fomin                     |
| Con O'Neill         | Viktor Brjuchanov                 |
| Donald Sumpter      | Žarkov                            |
| Barry Keoghan       | Pavel Gremov                      |
| Ralph Ineson        | generálmajor Nikolaj Tarakanov    |
| Mark Lewis Jones    | generálplukovník Vladimir Pikalov |
| Alex Ferns          | Gluchov                           |
| Michael Colgan      | Michail Ščadov                    |
| Alan Williams       | předseda Čarkov                   |

## Seznam dílů
| Č. v seriálu | Původní název                | Režie       | Scénář      | Premiéra v USA  | Premiéra v ČR   | Sledovanost (v milionech diváků) |
| ------------ | ---------------------------- | ----------- | ----------- | --------------- | --------------- | -------------------------------- |
| 1            | 1:23:45                      | Johan Renck | Craig Mazin | 6. května 2019  | 7. května 2019  | 0,756 (USA) 0,861 (VB)           |
| 2            | Please Remain Calm           | Johan Renck | Craig Mazin | 13. května 2019 | 14. května 2019 | 1,004 (USA) 0,891 (VB)           |
| 3            | Open Wide, O Earth           | Johan Renck | Craig Mazin | 20. května 2019 | 21. května 2019 | 1,063 (USA) 1,100 (VB)           |
| 4            | The Happiness of All Mankind | Johan Renck | Craig Mazin | 27. května 2019 | 28. května 2019 | 1,193 (USA) 1,311 (VB)           |
| 5            | Vichnaya Pamyat              | Johan Renck | Craig Mazin | 3. června 2019  | 4. června 2019  | 1,089 (USA) 2,112 (VB)           |

## Produkce
Tvůrci se drželi reálií a u scén vyděšených operátorů a rozhovorů s nimi na začátku bezprostředně po havárii si vypomáhali knihou Modlitba za Černobyl: kronika budoucnosti běloruské autorky, nositelky Nobelovy ceny za literaturu Světlany Alexijevičové.
Natáčení probíhalo v litevském městě Vilnius, jež mělo vystihovat skutečné evakuované město Pripjať v blízkosti černobylské elektrárny. Scény z elektrárny se natáčely v bývalé Ignalinské jaderné elektrárně v Litvě, jež byla v roce 2009 vyřazena z provozu a jejíž reaktory se podobají těm černobylským.

## Uvedení a přijetí
Uvedení prvního dílu sledovaly téměř 2 miliony diváků. Magazín Deadline uváděl kumulativní sledovanost 1,7 milionu diváků, což podle něj představovalo historicky třetí nejlepší start původního dramatického seriálu na obrazovkách televize Sky Atlantic, předstihl jej jen seriál Fortitude z roku 2015 a koprodukční dílo s Amazonem Britannia.
Černobyl získával od diváků i kritiků nadšené reakce. Už po odvysílání 3 prvních dílů získal pevné místo v horních příčkách žebříčků televizních děl posledních let. Stal se např. jedním z nejlépe hodnocených pořadů v Internet Movie Database a přeskočil i dlouhodobě vysílané oblíbené seriály jako Hru o trůny, Perníkového tátu či The Wire - Špínu Baltimoru. Během tří týdnů dosáhl na hodnocení 9,7 bodu z deseti, které později kleslo k 9,5 bodu. Stal se tak nejlépe hodnoceným seriálem televize HBO, do té doby jím bylo Bratrstvo neohrožených z roku 2001.

## Historické nepřesnosti
Kritici a recenzenti objevili v seriálu řadu jednotlivých nepřesností, které se týkají některých postav a událostí, následků havárie a reálií života v Sovětském svazu v 80. letech. Např. podle filmové a televizní kritičky Mirky Spáčilové „odborníci našli více technických nepřesností, třeba líčení možných následků včetně neobyvatelné Evropy bylo podle nich v rámci dramatické licence trochu nadsazené.“
Podle přeživších, kteří poskytli rozhovor Britské BBC seriál nepřesně vyobrazuje osoby Brjuchanova, Fomina a Ďatlova. Olexij Breus, inženýr čtvrtého bloku o jejich ztvárnění tvrdí: "není to fikce, ale do očí bijící lež".
Havárie vrtulníku se stala o půl roku později, než je zobrazeno v seriálu. Došlo k ní při výstavbě sarkofágu v říjnu, kdy posádka patrně ve svitu slunce přehlédla lana visící z jeřábu. Nešlo tak o havárii vrtulníku, který se účastnil prvotního zasypávání odkrytého nitra reaktoru, a neměla nic společného s radiací. Hlavní postava vědce Legasova by podle kritiků měla žít ve skutečnosti v podstatně větším a hezčím bytě oproti běžnému hasiči z Pripjati. Legasov byl totiž členem vědecké akademie. V seriálu je mnoha lidem vyhrožováno zastřelením, od takovýchto výhrůžek se však v Sovětském svazu upustilo už někdy od druhé světové války. Podle pamětníků je u postav řada rozdílů mezi realitou a seriálem. Jeden z hlavních hrdinů seriálu Boris Jevdokimovič Ščerbina byl podle nich spíše klidný člověk a považují za nepravděpodobné, že by někomu vyhrožoval shozením z vrtulníku. Většina soudí, že série zachází daleko se svými postavami a zobrazuje sovětské úředníky a vedení elektrárny jako příliš zlé a potměšilé. Uljana Chomuková měla pomáhat Legasovi v řešení celé katastrofy, není však reálnou postavou, nýbrž fikcí zastupující souhrnně sovětské vědce.
Předsedkyně Státního úřadu pro jadernou bezpečnost Dana Drábová uvedla, že v seriálu lze najít „určité dramatické nepřesnosti“, ale na to, že se nejedná o dokument ani o technický popis událostí, je udělán poměrně přesně.